# Вакамацу, Утако
Утако Вакамацу (яп. 	若松 詩子 Вакамацу Утако, ромадзи: Wakamatsu Utako; род. 1 сентября 1981 года) — фигуристка, выступавшая в одиночном катании за Японию, а затем за Канаду в паре с Жаном-Себастьяном Фекто.

## Карьера
В детстве Утако Вакамацу хотела соревноваться в марафонской гонке, но в восемь лет занялась фигурным катанием по примеру своей сестры. Первый тройной прыжок — сальхов — она исполнила в 12 лет. С 1996 по 2002 год выступала на родине, в Японии, но даже на национальном чемпионате никогда не попадала в тройку лидеров. На международной арене дебютировала в зимней Универсиаде. Именно с Фекто, с которым фигуристка стала в пару в 2002 году, она добилась определенного успеха на международном уровне: спортсмены стали серебряными призёрами чемпионата Четырёх континентов 2006 года. Фекто, сменивший много партнёрш, заметил Вакамацу на Skate America 2001 года и, посоветовавшись с тренером, предложил фигуристке выступать вместе. Спортсменка отличалась большой гибкостью, поэтому в свои выступления пара вставляла почти акробатические номера, исполняла рискованные поддержки.
В 2007 году Вакамацу окончила любительскую карьеру. Она планирует заняться тренерской работой.

## Достижения

### С Жаном-Себастьяном Фекто
| Соревнование                   | 2003—2004 | 2004—2005 | 2005—2006 | 2006—2007 |
| ------------------------------ | --------- | --------- | --------- | --------- |
| Чемпионат мира                 |           | 8         |           |           |
| Чемпионаты Четырёх континентов |           |           | 2         |           |
| Чемпионат Канады               | 4         | 2         | 3         | 4         |
| NHK Trophy                     | 5         | 5         | 3         | 4         |
| Cup of Russia                  |           |           |           | 5         |
| Skate Canada                   |           | WD        | 6         |           |
| Skate America                  | 4         |           |           |           |
| Finlandia Trophy               | 1         |           |           |           |
| Nebelhorn Trophy               | 1         |           |           |           |

- WD = Снялась с соревнований

### В одиночном катании
| Соревнование                   | 1996—1997 | 1997—1998 | 1998—1999 | 1999—2000 | 2000—2001 | 2001—2002 |
| ------------------------------ | --------- | --------- | --------- | --------- | --------- | --------- |
| Чемпионат Японии               |           |           |           | 6         | 5         | 6         |
| Чемпионат Японии среди юниоров | 5         | 4         | 4         | 4         | 4         |           |
| Зимние Универсиады             |           |           |           |           | 5         |           |
| Skate America                  |           |           |           |           |           | 9         |